# Luca Cupido
Pour les articles homonymes, voir Cupido (homonymie).
Luca Cupido est un joueur américain de water-polo né le 9 novembre 1995 à Gênes, en Italie. Il a remporté avec l'équipe des États-Unis la médaille de bronze du tournoi masculin aux Jeux olympiques d'été de 2024, organisés à Paris.